# Tetracyklin
Tetracyklin, též achromycin, je semisyntetické antibiotikum ze skupiny tetracyklinů. Jedná se o širokospektrální antibiotikum, které se používá v humánní i veterinární medicíně.

## Vlastnosti
Tetracyklin je světle žlutý krystalický prášek bez zápachu. Na vzduchu je stabilní, ale na přímém slunečním světle se rozkládá. V roztocích s pH pod 2 ztrácí svou biologickou aktivitu, v alkalických roztocích se rozkládá. Hydrochlorid je mírně hygroskopický. Velmi málo je rozpustný ve vodě, dobře rozpustný ve zředěných kyselinách a hydroxidech, nepatrně rozpustný v alkoholech, prakticky nerozpustný v chloroformu a diethyletheru. Hydrochlorid je dobře rozpustný ve vodě a zředěných hydroxidech, nepatrně rozpustný v alkoholech.
Dobře a rychle se vstřebává z trávicího traktu a prostupuje do tkání a tělních tekutin.